# Dicranomyia emodi
Dicranomyia emodi är en tvåvingeart som först beskrevs av Alexander 1960.  Dicranomyia emodi ingår i släktet Dicranomyia och familjen småharkrankar. Inga underarter finns listade i Catalogue of Life.